# Theocolax ingens
Theocolax ingens är en stekelart som beskrevs av Xiao och Huang 2001. Theocolax ingens ingår i släktet Theocolax och familjen puppglanssteklar. Inga underarter finns listade i Catalogue of Life.